# 1996 CK2
1996 CK2 är en asteroid i huvudbältet som upptäcktes den 12 februari 1996 av de båda japanska astronomerna Seiji Ueda och Hiroshi Kaneda i Kushiro.